# NME albums et singles de l'année
Tous les mois de décembre depuis 1974, le magazine New Musical Express fait un bilan de ce qu'il considère comme les meilleurs albums de l'année écoulée, il fait de même pour les singles depuis 1975. 
C'est un panel de critiques et de journalistes indépendants qui travaillent au NME ou pour NME.com qui font ce choix.

## Palmarès
| Année |  | Albums de l'année                             | de                      |  | Singles de l'année        | de                       |
| 1974  |  | Pretzel Logic                                 | Steely Dan              |  | -                         | -                        |
| 1975  |  | Blood On The Tracks                           | Bob Dylan               |  | No Woman No Cry           | Bob Marley & The Wailers |
| 1976  |  | Desire                                        | Bob Dylan               |  | The Boys Are Back In Town | Thin Lizzy               |
| 1977  |  | "Heroes"                                      | David Bowie             |  | Pretty Vacant             | Sex Pistols              |
| 1978  |  | Darkness on the Edge of Town                  | Bruce Springsteen       |  | Ever Fallen in Love       | The Buzzcocks            |
| 1979  |  | Fear of Music                                 | Talking Heads           |  | The Eton Rifles           | The Jam                  |
| 1980  |  | Closer                                        | Joy Division            |  | Love Will Tear Us Apart   | Joy Division             |
| 1981  |  | Nightclubbing                                 | Grace Jones             |  | Ghost town                | The Specials             |
| 1982  |  | Midnight Love                                 | Marvin Gaye             |  | The Message               | Grandmaster Flash        |
| 1983  |  | Punch the Clock                               | Elvis Costello          |  | Billie Jean               | Michael Jackson          |
| 1984  |  | The Poet II                                   | Bobby Womack            |  | Love Wars                 | Womack & Womack          |
| 1985  |  | Rain Dogs                                     | Tom Waits               |  | Never Understand          | The Jesus & Mary Chain   |
| 1986  |  | Parade                                        | Prince & the Revolution |  | Kiss                      | Prince                   |
| 1987  |  | Yo! Bum Rush the Show                         | Public Enemy            |  | Sign o' the Times         | Prince                   |
| 1988  |  | It Takes a Nation of Millions to Hold Us Back | Public Enemy            |  | The Mercy Seat            | Nick Cave                |
| 1989  |  | 3 Feet High and Rising                        | De La Soul              |  | She Bangs The Drums       | The Stone Roses          |
| 1990  |  | Pills 'n' Thrills and Bellyaches              | Happy Mondays           |  | Groove Is in the Heart    | Deee-Lite                |
| 1991  |  | Nevermind                                     | Nirvana                 |  | Higher than the sun       | Primal Scream            |
| 1992  |  | Copper Blue                                   | Sugar                   |  | The Drowners              | Suede                    |
| 1993  |  | Debut                                         | Björk                   |  | Cannonball                | The Breeders             |
| 1994  |  | Definitely Maybe                              | Oasis                   |  | Girls & Boys              | Blur                     |
| 1995  |  | Maxinquaye                                    | Tricky                  |  | Reverend Black Grape      | Black Grape              |
| 1996  |  | Odelay                                        | Beck                    |  | Born Slippy               | Underworld               |
| 1997  |  | Ladies and Gentlemen We Are Floating in Space | Spiritualized           |  | Bitter Sweet Symphony     | The Verve                |
| 1998  |  | Deserter's Songs                              | Mercury Rev             |  | Intergalactic             | Beastie Boys             |
| 1999  |  | The Soft Bulletin                             | The Flaming Lips        |  | Windowlicker              | Aphex Twin               |
| 2000  |  | Rated R                                       | Queens of the Stone Age |  | The Real Slim Shady       | Eminem                   |
| 2001  |  | Is this it?                                   | The Strokes             |  | Get Ur Freak On           | Missy Elliott            |
| 2002  |  | A Rush of Blood to the Head                   | Coldplay                |  | There Goes the Fear       | Doves                    |
| 2003  |  | Elephant                                      | The White Stripes       |  | Crazy in Love             | Beyonce                  |
| 2004  |  | Franz Ferdinand                               | Franz Ferdinand         |  | Can’t Stand Me Now        | The Libertines           |
| 2005  |  | Silent Alarm                                  | Bloc Party              |  | Hounds of Love            | The Futureheads          |
| 2006  |  | Whatever People Say I Am, That's What I'm Not | Arctic Monkeys          |  | Over and Over             | Hot Chip                 |
| 2007  |  | Myths Of The Near Future                      | Klaxons                 |  | Golden Skans              | Klaxons                  |
| 2008  |  | Oracular Spectacular                          | MGMT                    |  | Kids                      | MGMT                     |
| 2009  |  | Primary Colours                               | The Horrors             |  | Zero                      | Yeah Yeah Yeahs          |
| 2010  |  | These New Puritans                            | Hidden                  |  | Spanish Sahara            | Foals                    |
| 2011  |  | Let England Shake                             | PJ Harvey               |  | Video Games               | Lana Del Rey             |
| 2012  |  | Lonerism                                      | Tame Impala             |  | Best Of Friends           | Palma Violets            |
| 2013  |  | AM                                            | Arctic Monkeys          |  | Get Lucky                 | Daft Punk                |
| 2014  |  | St. Vincent                                   | St. Vincent             |  | Seasons (Waiting On You)  | Future Islands           |

## Référence
- NME magazine, 9 décembre 2006
- NME End of year critic lists